# کتاب سال حوزه مشق
«کتاب سال حوزه مشق» جشنواره ای برای معرفی برترین های عرصه قلم در یک سال می‌باشد.

## دوره های برگزار شده
اولین دوره : ۱۳۹۹
دومین دوره : ۱۴۰۰
سومین دوره :  ۱۴۰۱ 